# كاسة سنغي (باقران)
كاسة سنغي (بالفارسية: کاسه سنگی) هي مستوطنة تقع في إيران في قسم باقران الريفي. يقدر عدد سكانها بـ 146 نسمة .